# Dicranella brachyblepharis
Dicranella brachyblepharis là một loài Rêu trong họ Dicranaceae. Loài này được (Müll. Hal.) Mitt. mô tả khoa học đầu tiên năm 1869.